# جان دگیش
جان دگیش (انگلیسی: John Daglish; ۶ نوامبر ۱۹۰۷ – ۵ فوریهٔ ۱۹۶۲) بازیکن فوتبال اهل انگلستان بود.